# Calochortus
Calochortus é um género botânico pertencente à família Liliaceae.